# Luigi Nazari di Calabiana
Luigi Giuseppe Nazari di Calabiana (ur. 27 lipca 1808 w Savigliano, zm. 23 października 1893 w Mediolanie) – włoski duchowny rzymskokatolicki, biskup Casale Monferrato i arcybiskup mediolański, senator Królestwa Sardynii.

## Życiorys

### Młodość i prezbiteriat
Urodził się w Piemoncie, należącym wówczas do Królestwa Sardynii, w rodzinie hrabiowskiej. Najpierw uczył się w seminarium w Bra, a od 1826 studiował na Uniwersytecie Turyńskim. Po jego ukończeniu 29 maja 1831 otrzymał święcenia prezbiteriatu. Następnie na mocy dawnego prawa do opieki nad rodziną sprawował posługę kapłańską w swoim rodzinnym mieście. Dwukrotnie odmówił objęcia biskupstwa zaproponowanego mu przez króla Sardynii Karola Alberta.

### Biskup Casale Monferrato
Nominację biskupią przyjął za trzecim razem - 17 marca 1847 na ordynariusza Casale Monferrato, co zatwierdził 12 kwietnia 1847 papież Pius IX. 6 czerwca 1847 w rzymskim kościele Matki Bożej „in Vallicella” przyjął sakrę biskupią z rąk prodatariusza Jego Świątobliwości kard. Ugo Pietro Spinoli. Współkonsekratorami byli arcybiskup in partibus infidelium damasceński Domenico Lucciardi oraz biskup pomocniczy Sabiny Domenico Angelini. Ingres do katedry w Casale Monferrato odbył 22 sierpnia 1847.
Miał bardzo dobre stosunki z królem Karolem Albertem. W 1847 został jałmużnikiem królewskim, 20 stycznia 1848 nadzwyczajnym radnym stanu i 3 maja 1848 senatorem Królestwa Sardynii. Był również ceniony przez kolejnego króla Sardynii Wiktora Emanuela II, który uczynił go wychowawcą swojego syna i następcy tronu Humberta I, z którym również miał dobre kontakty, gdy został on później królem Włoch.

### Senator
Aktywny w senacie. Poparł uznanie równości praw obywatelskich niekatolików (głównie waldensów i Żydów). Był przeciwny ustawie o małżeństwach cywilnych oraz o werbunku księży i zakonników do wojska. Odegrał znaczną rolę w kryzysie kalabijskim w 1855 stając na czele frakcji katolickiej przeciwko ustawie o zniesieniu zakonów. Zaproponował wówczas, aby potrzeby budżetu, będące oficjalnym powodem znoszenia zakonów, pokrył Kościół bez przymusowych konfiskat majątku zakonnego. Po odrzuceniu tej propozycji przez premiera Camillo Cavoura, rząd został oskarżony, że rzeczywistym powodem wprowadzenia ustawy była polityka antykościelna, a nie głoszone hasła zrównoważenia budżetu. Ostatecznie ustawa przeszła w kompromisowej wersji. Po tych wydarzeniach bp Nazari di Calabiana zrezygnował z działalności w senacie, woląc kontaktować się bezpośrednio z królem.

### Arcybiskup mediolański
Bp Nazari di Calabiana był brany pod uwagę jako kompromisowy kandydat w trwających od 1865 negocjacjach Stolicy Apostolskiej z rządem w sprawie obsadzenia wakujących biskupstw. Początkowo miał zostać arcybiskupem turyńskim.
27 marca 1867 papież Pius IX mianował go arcybiskupem mediolańskim, po 8-letnich kontrowersjach w sprawie obsadzenia tego biskupstwa i faktycznym wakacie na tej katedrze (mianowany w 1859 abp Paolo Angelo Ballerini nie był uznawany przez rząd i nie mógł wykonywać posługi biskupiej w Mediolanie). 23 czerwca 1867 abp Nazari di Calabiana odbył ingres, który był skromny z powodu epidemii cholery i trudności ekonomicznych archidiecezji.
Jako ojciec soborowy wziął udział w soborze watykańskim I, podczas którego był jednym z nielicznych biskupów głosujących przeciwko dogmatowi o nieomylności papieża. Głos ten oddał z szacunku dla duchowieństwa i środowiska akademickiego swojej archidiecezji, ponieważ w seminarium mediolańskim z wyboru jego władz kwestia nieomylności nie była dyskutowana przed soborem. Później publicznie popierał dogmat.
Dbał o restauracje zabytkowych kościołów w Mediolanie, jak i budowę nowych na obrzeżach rozrastającego się miasta. Przeprowadził reformę programu seminariów niższych, dostosowując go do programów szkół publicznych. Przeprowadził również reformę programu i formacji w seminarium wyższym. Hojnie wspierał dzieła charytatywne. Będąc liberalnym hierarchą był krytykowany przez katolickie środowiska konserwatywne (m.in. L'Osservatore Cattolico).
Na łożu śmierci odwiedził go król Włoch Humbert I. Zmarł 23 października 1893. Został pochowany na niewielkim cmentarzu w Groppello d'Adda, gdzie znajdowała się letnia rezydencja arcybiskupa, ponieważ rząd, powołując się na względy epidemiologiczne, zabronił jego pochówku w mediolańskiej katedrze. Trumna z jego zwłokami spoczęła w katedrze 14 listopada 1912.